# Adinauclea fagifolia
Adinauclea fagifolia là một loài thực vật có hoa trong họ Thiến thảo. Loài này được (Teijsm. & Binn. ex Havil.) Ridsdale mô tả khoa học đầu tiên năm 1978.